# II. Ióannész bizánci császár

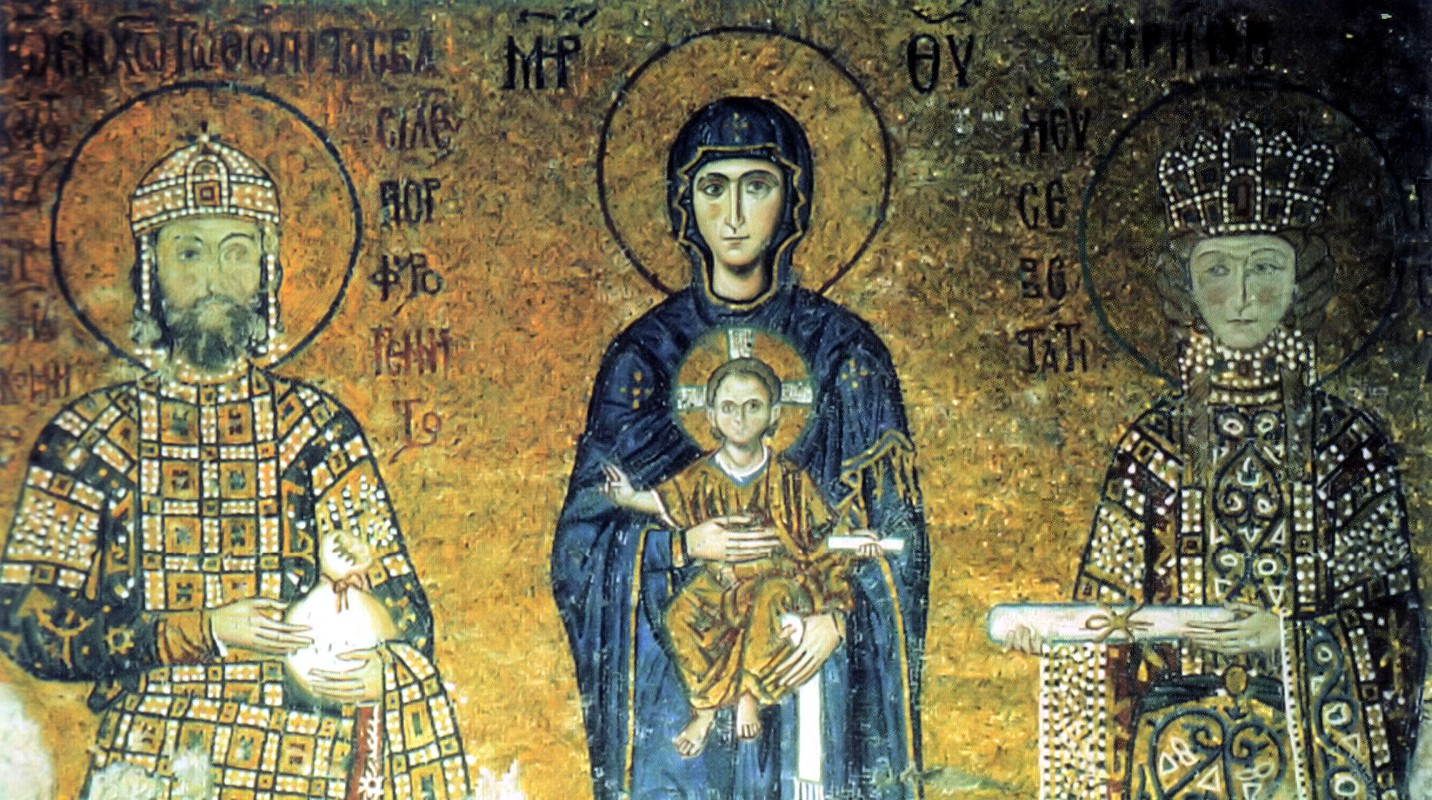
II. Ióannész és felesége, Piroska–Eiréné a kis Jézust tartó Szűz Mária oldalán. Mozaik a Hagia Szophiában

II. (Szép) Ióannész, magyarosan II. János, teljes nevén Ióannész Komnénosz (görögül: Ίωάννης Β΄ Κομνηνός), (Konstantinápoly, 1087. szeptember 13. – Kilikia, 1143. április 8.) a Bizánci Birodalom császára (uralkodott 1118. augusztus 18-tól haláláig), a Komnénosz-dinasztia harmadik tagja, I. Alexiosz fia volt.

## Útja a trónig
I. Alexiosz bizánci császár és Dukász Irén (Eiréné Dukaina) második gyermekeként jött a világra 1087-ben, és atyja 1092. szeptember 1-jén jelölte ki örökösévé. Nővére, Anna Komnéné azonban saját jegyese, majd férje, Niképhorosz Brüenniosz számára kívánta megszerezni a trónt, és ebben az anyacsászárné is támogatta. Alexioszt még halálos ágyán is arról győzködték, hogy másítsa meg az akaratát. A haldokló uralkodó azonban nem adott határozott választ, így Ióannész megszerezhette a trónt – mivel azonban helyzete bizonytalan volt, még atyjának temetésén sem volt hajlandó részt venni. Trónját csak a következő évben tudta végleg biztosítani, amikor felszámolt egy Eiréné és Anna vezetésével szerveződött összeesküvést, anyját és nővérét pedig kolostorba záratta.

## Uralkodása

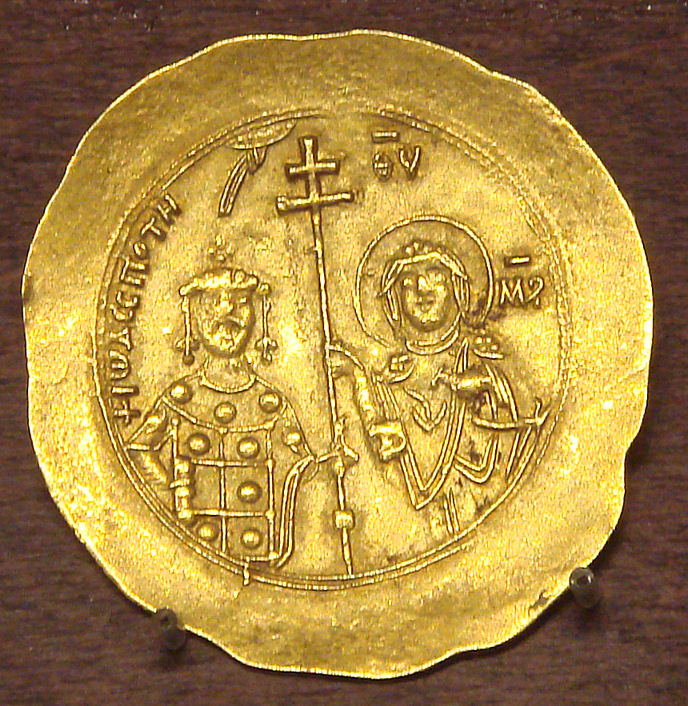
II. Ióannész aranypénze, rajta a keresztet tartó császár látható Szűz Mária társaságában

A harminc esztendősen trónra lépő Ióannészt kortársai és az utókor egyaránt dinasztiája legnagyobbjaként tartják számon: mély vallásossága, mértékletessége, bőkezű adományai és igazságossága népszerűvé tették alattvalói körében, megfontolt, de energikus politikája pedig számos szép sikerhez juttatta császárságát mind nyugati, mind keleti ellenfeleivel szemben. Bár Türoszi Vilmos leírása alacsonynak és kifejezetten csúnyának jellemzi (sötét bőre miatt mórnak gúnyolták), a görög krónikások uralkodói tulajdonságaira utalva Kaloióannésznek, azaz Szép Ióannésznak nevezték.
Uralkodóként nem családtagjaira, hanem tehetséges idegenekre támaszkodott a kormányzatban, fő tanácsadója például egy török származású katona, a nagy domesztikoszi rangot viselő Ióannész Akszukhosz volt egész uralma alatt. Ez a viselkedés féltékenykedéshez vezetett a Komnénosz-házon belül, Iszaakiosz nevű fivére például egy összeesküvés miatt kénytelen volt 1130–36 között keleten bujdokolni Meliténétől Jeruzsálemig, mielőtt kegyelmet kapott volna a császártól.

### Balkáni harcok
I. Alexiosz 1091-ben akkora csapást mért a Duna-vidékről dúló besenyőkre, hogy azok harminc éven át nem hallattak magukról. Ióannésznak azonban új betörésükkel kellett szembenéznie 1122-ben: a támadók nyugaton Makedóniáig, keleten Trákiáig jutottak. A császár azonban végleges győzelmet aratott felettük, számos hadifoglyot ejtett, akiknek egy részét letelepítette a birodalomban, más részét pedig besorozta a seregébe. A császár diadala emlékére ünnepnapot rendelt el, amit a század végéig tartottak. A besenyők többé nem bukkantak fel a bizánci területeken, seregük maradékát II. István magyar király fogadta be.
Ióannész következő célpontja Szerbia őse, az elméletileg bizánci fennhatóság alá tartozó Raška volt, amelynek megregulázásával I. Alexiosz hiába próbálkozott. Ióannész azonban döntő sikert ért el e téren, számos fogollyal és dús zsákmánnyal tért haza. A szerb probléma azonban magával vonta a magyarok megjelenését is. A Magyar Királyság ugyanis támogatta a folytatódó szerb lázadásokat Bizánc ellen, amellett II. István nehezményezte, hogy Konstantinápoly 1125 körül menedéket adott megvakított nagybátyjának, a Dömösről elmenekült Álmos hercegnek. II. István kérte rokona kiadatását, de Ióannész ehelyett egy makedóniai városba telepítette a vak herceget, ahol a magyar emigránsok tovább szervezkedhettek. A magyar király erre 1127-ben támadásba lendült, hiába halt meg időközben Álmos: elfoglalta Belgrádot, Barancsot, Ništ és Szófiát, és csak a mai Plovdivtól fordult vissza. Válaszul Ióannész 1128-ban a Duna bal partján legyőzte a magyarokat, bevette Haramot és Zimonyt, majd a Szerémségben nagy zsákmányt gyűjtve kivonult.

### Velence és Dél-Itália

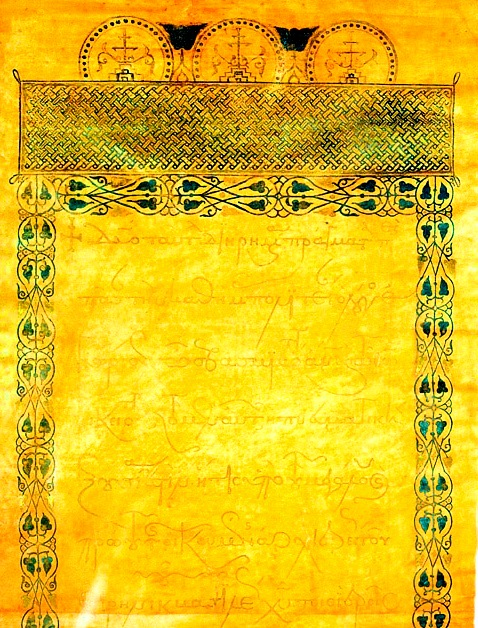
II. Ióannész császár levele II. Ince pápának 1141-ből

I. Alexiosz annak idején a Velencei Köztársaság segítségével tudott győzelmet aratni a dél-itáliai normannok felett, aminek fejében 1082-es szerződésükben rendkívüli kereskedelmi privilégiumokat adott az itáliai köztársaság hajósainak. Vám- és adómentességet élveztek, továbbá kikötőhelyeket és raktárakat kaptak Konstantinápolyban, ami óriási csapás volt a bizánci tengeri kereskedőkre nézve. Ióannész átlátta a helyzet veszélyes voltát, és egy császári családtag megsértése ürügyén Kerküra szigetére támadt, majd kitiltotta a velenceieket Bizáncból. A köztársaság válaszul nagy flottával elragadta Kephalléniát, illetve az Égei-tengeren végigpusztította Rhodoszt, Szamoszt, Khioszt, Leszboszt és Androszt.
A háborút kihasználva 1124-ben II. István Zára kivételével visszahódította a velenceiektől az 1118-ban elragadott Dalmáciát. A hosszú évek óta elhanyagolt bizánci flotta azonban nem vehette fel a versenyt Velencével. Az itáliaiak győztek, 1125-ben Dalmáciát is visszahódították, 1126-ban pedig elérték, hogy II. Ióannész megerősítse privilégiumiakat.
Nem Velence volt az egyetlen veszélyes hatalom Itáliában. II. Roger szicíliai gróf ugyanis egyesítette az összes normann területet a félsziget déli részén, és 1130-ban királlyá koronázták. Ez nemcsak Bizánc, hanem a Német-római Birodalom érdekeit is sértette, így Ióannész mind III. Lothárral, mind utódjával, III. Konráddal szövetségre lépett, amibe Pisát is bevonta azzal, hogy 1136-ban megerősítette az apja által korábban nekik juttatott privilégiumokat. Ugyanebben az évben segítséget nyújtott Lothár csapatainak, akik Roger lázadó alattvalóit támogatni vonultak délre. A gyűrű működött, Ióannész idején nem érte normann támadás a Balkánt.

### Antiochia
Ióannésznak atyjához hasonlóan a legfőbb külpolitikai célt Antiochia hódoltatása jelentette. Az ősi bizánci várost 1098-ban vették be az I. keresztes hadjárat lovagjai, akik ahelyett, hogy átadták volna a várost a császárnak, a Bizánccal ellenséges dél-itáliai normannok egyik hercegét tették meg Antiochia fejedelmének. I. Bohemundot csak hosszas harcok árán sikerült meghódolásra kényszeríteni, ám utódja, Tankréd nem ismerte el az egyezség érvényességét. Az antiochiai úton azonban két akadállyal is le kellett számolnia Ióannésznak: az Ikóniumi Szultánság 1086-os szétesésével hatalomra kerülő Dánismandidákkal és Kis-Örményországgal. A Meliténét is birtokukban tartó Dánismandidák emírje, az Iszaakiosz hercegnek menedéket adó Gází Gümüstigin 1134-es halála után kialakuló belviszályoknak köszönhetően már nem jelentettek veszélyt: Ióannész 1135-ben döntő győzelmet aratott.
Kis-Örményországot az 1129-ben trónra lépő I. Leó terjesztette ki egész Kilikiára, ezáltal akadályt képezett Ióannész antiochiai tervei megvalósításában. A bizánci csapás 1137-ben fényes sikert hozott: a legjelentősebb kilikiai erősségek (Szeleukeia, Korükosz, Tarszosz, Adana, Mamisztra) sorra elestek, a hegyi erődjeibe visszahúzódó Leót pedig a következő évben gyermekeivel együtt elfogták és Konstantinápolyba vitték fogságba.
A gyors kilikiai siker eredményeképp a bizánciak már 1137 augusztusában Antiochia alá érkeztek, ami rövidesen kapitulált. Rajmund fejedelem beleegyezett, hogy kitűzzék a bizánci lobogót Antiochia falaira, és a császár 1138-ban ünnepélyesen bevonult a városba. Rajmund azonban vonakodott segíteni szíriai hadjáratát (így hiába ostromolta Sajzar várát), és a latin papság nyomására 1142-ben felmondta a hűbért. A császár ellentámadásra készült, de talán tervei között szerepelt a császári befolyás kiterjesztése egészen Palesztináig. Az odavezető úton azonban egy vadászat során a Toros-hegységben megsebezte egy mérgezett nyíl, és meghalt.

## Örökösödése

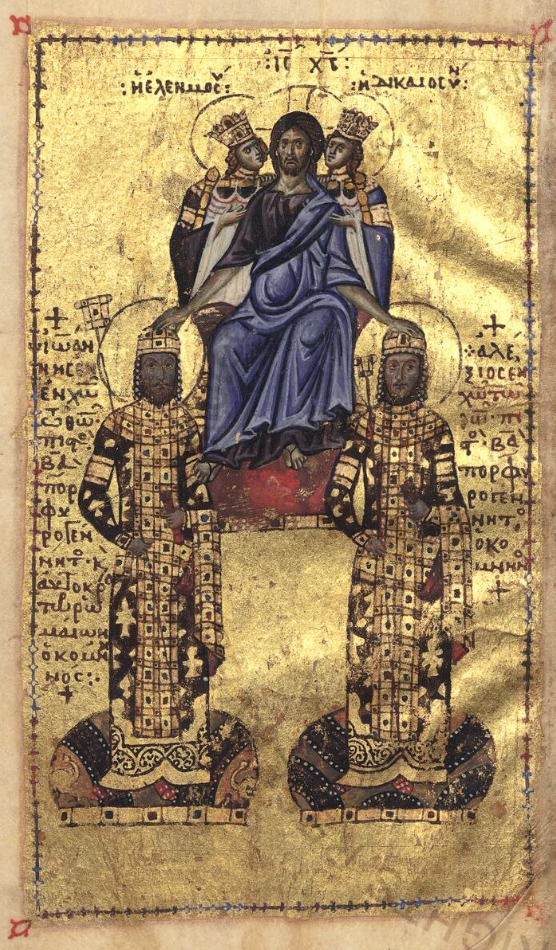
II. Ióannész és társcsászára, Alexiosz (1122–1142)

Ióannész már 1122-ben társcsászárává tette legidősebb fiát, az 1106-os születésű Alexioszt, ő azonban 1142-ben megbetegedett és meghalt a pamphüliai Attalia városában, ahol apja mellett hadakozott. Seregei hazavezetését öccsére, Andronikoszra bízták, ám ő a feladat teljesítése közben szintén beteg lett. A császárnak két fia maradt: az 1113 körül született Iszaakiosz és az 1118-ban világra jött Manuél. A haldokló uralkodó Manuél mellett döntött, aki Ióannész Akszukhosz főparancsnok támogatásával meg is szerezte a trónt.

## Házassága, gyermekei
Ióannész még apja életében, 1104-ben vette feleségül Szent László magyar király lányát, Piroskát, akit Bizáncban Eiréné néven ismertek, és rendkívül kegyes élete miatt 1134. augusztus 13-án bekövetkezett halála óta szentként tisztelnek. Nyolc gyermekük született:
1. Alexiosz (1106–1142), 1122-től haláláig társcsászár;
2. Maria Komnéné (1106–?), Alexiosz ikertestvére, Ióannész Roger Dalasszánosz felesége;
3. Andronikosz (1108–1142);
4. Anna Komnéné (1110–?), Sztephanosz Kontosztephanosz felesége;
5. Iszaakiosz (1113 k./1115–1154) szebasztokratór;
6. Theodóra Komnéne (1116–?), Manuél Anemasz felesége;
7. Manuél (1118–1180).
8. Eudokia Komnéné (1119–?), Theodórosz Vatazész felesége;